# Nightwork (album)
Nightwork è il terzo album in studio del gruppo musicale svedese Diabolical Masquerade, pubblicato nel 1998.

## Tracce
1. Rider on the Bonez – 5:54
2. Dreadventurouz – 5:46
3. The Zkeleton Keyz to the Dead – 5:17
4. Thiz Ghoultimate Omen – 4:33
5. All Onboard the Perdition Hearze! – 4:56
6. The Eerie Obzidian Circuz – 5:37
7. Haunted by Horror – 6:56
8. Cryztaline Fiendz – 1:49 – LP reissue bonus track

## Formazione
- Anders Nyström (Blakkheim) – chitarra, voce, basso, tastiera
- Dan Swanö – batteria, percussioni, tastiera, effetti, voce